# Anders Tengbom
Anders Tengbom (født 10. november 1911 i Stockholm, død 6. august 2009) var en svensk arkitekt, særligt kendt for sin arkitektur fra 1950'erne til 1970'erne i forbindelse med Stockholms moderniseringsprojekt.

## Uddannelse
Anders Tengbom var søn af Ivar Tengbom og Hjördis Nordin-Tengbom. Han uddannede sig fra 1930 til 1934 på Kungliga Tekniska Högskolan (KTH) i Stockholm, blev ansat på faderens, Ivar Tengboms, tegnestue og studerede videre på Konstakademien 1939-41. Mellem 1935 og 1936 foretog han studierejser til USA, Japan og Kina ved hjælp af et stipendium fra Sverige-Amerika-stiftelsen. I USA studerede han to semestre under Eliel Saarinen på Cranbrook Academy of Art lidt uden for Detroit. Der mødte han desuden Carl Milles, der var skulptur-lærer på akademiet og en ven af Tengbom-familien. Efter hjemkomsten i 1936 blev Anders Tengbom genansat på sin fars tegnestue.

## Arbejde og liv
Et af hans første hovedværker var Bonnierhuset i Stockholm, som han lavede sammen med sin far Ivar Tengbom i 1946, efter at have modtaget en førstepræmie i en konkurrence i 1937.
Anders Tengbom forøgede aktiviteterne på sin tegnestue i løbet af 1950'erne frem til 1970'erne og tegnede flere kendte bygninger, bl.a. Svenska Arbetsgivareföreningens konferensanläggning Skogshem (1958) og Wijk (1969) på Lidingö. I forbindelse med Norrmalms totalfornyelse fik han til opgave at tegne Hötorgshøjhus nr. 2 i 1960. Anders Tengbom har også tegnet SvD-huset for Svenska Dagbladet (1961) i Stockholm, og på samme måde Sveriges ambassade i Moskva (1961). Desuden mange hospitals-, kontor- og industribygninger eksempelvis Ingenjörshuset på Malmskillnadsgatan (1967) og Trygg-Hansa-huset ved Fleminggatan/Scheelegatan (1976), begge i Stockholm. Tengbom var også arkitekten bag ombygningen af Räntmästarhuset (1971–1974).
Det var ligeledes Tengboms arkitektkontor der i begyndelsen af 1970'erne udviklede ideen om at kombinere kontorlandskabets fordele med cellekontoret (hvor hver medarbejder har sit eget selvstændige rum). Resultatet blev det såkaldte "kombikontor", hvor et større antal kontorlokaler blev placeret omkring et stort fællesareal til konferencer, pauser, udstillinger og lignende. Et af de første konsekvent indrettede kombikontorer var Trygg Hansas bygning på Kungsholmen i 1977, efterfulgt af Canonhuset i bydelen Skärholmen (1979).
I 1965 deltog han sammen med Ralph Erskine og Léonie Geisendorf (de kaldte sig EGT-gruppen) i en idékonkurrence for området syd for Sergels Torg, annonceret af Stockholms kommun og Riksbanken. I ”finalen” om den endelige afgørelse, konkurrerede deres projekt Corso med arkitekten Peter Celsings forslag. Konkurrencenævnet syntes godt om EGT-gruppens idé og besluttede at købe det. I deres forslag blev de to centre i byen forenet (Sergels Torg og Gustav Adolfs Torg) såvel visuelt, funktionelt som trafikteknisk, men de afveg helt fra den etablerede Cityplan fra 1962, og efter en livlig debat blev Peter Celsings forslag i sidste ende gennemført.
I 1970 fik kontoret en ny struktur med blandt andre de to sønner Jonas Tengbom, indretningsarkitekt, og arkitekt Svante Tengbom som medejere. I slutningen af 1980'erne dannede Jonas Tengbom sin egen virksomhed i forbindelse med en reorganisering af arkitektfirmaet. Det oprindelige firma var blevet skabt af Ivar Tengbom i 1906 i lille format og var siden hen vokset kontinuerligt. Virksomheden har eksisteret i over 100 år og er dermed en af verdens ældst fungerende arkitektvirksomheder.
Anders Tengbom døde den 6. august 2009. Hans nekrolog blev offentliggjort i Svenska Dagbladet og Dagens Nyheter den 15. august 2009. En nekrolog forfattet af ven og sølvsmed Heinz Decker blev offentliggjort i Svenska Dagbladet den 4. september 2009, og et andet mindeskrift blev offentliggjort i Svenska Dagbladet den 9. september 2009, skrevet af den kristdemokratiske politiker og svigersøn Anders Wijkman.

## Billeder
- Skogshem, Lidingö. Foto: 1958.
- Floragatan 10, Stockholm (1961-65).
- SvD-huset i Stockholm. Foto fra 1961.
- Trygg-Hansa-huset, Stockholm. Foto: 1976
- Stortorps ældreboliger, Huddinge kommun. Foto fra 1981.